# Arcidiocesi di Winnipeg
L'arcidiocesi di Winnipeg (in latino Archidioecesis Vinnipegensis) è una sede della Chiesa cattolica in Canada immediatamente soggetta alla Santa Sede. Nel 2022 contava 162.276 battezzati su 591.021 abitanti. È retta dall'arcivescovo Murray Chatlain.

## Territorio
L'arcidiocesi comprende la parte sud-occidentale della provincia canadese del Manitoba, al confine con gli Stati Uniti d'America.
Sede arcivescovile è la città di Winnipeg, dove si trova la cattedrale di Santa Maria.
Il territorio è suddiviso in 88 parrocchie.

## Storia
L'arcidiocesi è stata eretta il 4 dicembre 1915 con la bolla Inter praecipuas di papa Benedetto XV, ricavandone il territorio dall'arcidiocesi di Saint-Boniface che ha sede nella stessa città di Winnipeg (Saint-Boniface ne è un quartiere francofono). L'arcidiocesi di Winnipeg sorse in seguito al contrasti tra cattolici di lingua diversa ai tempi di monsignor Langevin, che fu arcivescovo di Saint-Boniface dal 1895 allo stesso 1915.

## Cronotassi dei vescovi
Si omettono i periodi di sede vacante non superiori ai 2 anni o non storicamente accertati.
- Arthur Alfred Sinnott † (4 dicembre 1915 - 14 gennaio 1952 dimesso[2])
- Philip Francis Pocock † (14 gennaio 1952 succeduto - 18 febbraio 1961 nominato arcivescovo coadiutore di Toronto[3])
- George Bernard Flahiff, C.S.B. † (10 marzo 1961 - 31 marzo 1982 ritirato)
- Adam Joseph Exner, O.M.I. † (31 marzo 1982 - 25 maggio 1991 nominato arcivescovo di Vancouver)
- Leonard James Wall † (25 febbraio 1992 - 7 giugno 2000 ritirato)
- James Vernon Weisgerber (7 giugno 2000 - 28 ottobre 2013 ritirato)
- Richard Joseph Gagnon (28 ottobre 2013 - 30 dicembre 2024 ritirato)
- Murray Chatlain, dal 30 dicembre 2024

## Statistiche
L'arcidiocesi nel 2022 su una popolazione di 591.021 persone contava 162.276 battezzati, corrispondenti al 27,5% del totale.
| anno | popolazione | popolazione | popolazione | presbiteri | presbiteri | presbiteri | presbiteri                | diaconi | religiosi | religiosi | parrocchie |
| anno | battezzati  | totale      | %           | numero     | secolari   | regolari   | battezzati per presbitero | diaconi | uomini    | donne     | parrocchie |
| ---- | ----------- | ----------- | ----------- | ---------- | ---------- | ---------- | ------------------------- | ------- | --------- | --------- | ---------- |
| 1950 | 76.191      | 510.262     | 14,9        | 133        | 67         | 66         | 572                       |         | 40        | 481       | 64         |
| 1966 | 95.000      | 575.000     | 16,5        | 180        | 75         | 105        | 527                       |         | 50        | 516       | 70         |
| 1970 | 97.500      | 612.956     | 15,9        | 175        | 65         | 110        | 557                       |         | 117       | 458       | 77         |
| 1976 | 97.500      | 612.956     | 15,9        | 157        | 57         | 100        | 621                       | 2       | 114       | 367       | 75         |
| 1980 | 100.800     | 634.000     | 15,9        | 136        | 50         | 86         | 741                       | 13      | 98        | 344       | 68         |
| 1990 | 152.700     | 635.000     | 24,0        | 118        | 54         | 64         | 1.294                     | 18      | 67        | 258       | 146        |
| 1999 | 170.590     | 667.209     | 25,6        | 89         | 61         | 28         | 1.916                     | 19      | 33        | 173       | 102        |
| 2000 | 170.590     | 667.209     | 25,6        | 85         | 55         | 30         | 2.006                     | 18      | 33        | 158       | 91         |
| 2001 | 170.590     | 667.209     | 25,6        | 82         | 55         | 27         | 2.080                     | 17      | 30        | 153       | 91         |
| 2002 | 170.590     | 667.209     | 25,6        | 86         | 58         | 28         | 1.983                     | 16      | 31        | 142       | 91         |
| 2003 | 170.590     | 667.209     | 25,6        | 87         | 61         | 26         | 1.960                     | 16      | 29        | 137       | 92         |
| 2004 | 155.000     | 667.209     | 23,2        | 86         | 60         | 26         | 1.802                     | 16      | 29        | 136       | 92         |
| 2010 | 166.000     | 707.000     | 23,5        | 86         | 60         | 26         | 1.930                     | 19      | 27        | 113       | 92         |
| 2014 | 158.095     | 573.095     | 27,6        | 81         | 63         | 18         | 1.951                     | 20      | 20        | 109       | 89         |
| 2017 | 163.730     | 592.490     | 27,6        | 87         | 65         | 22         | 1.881                     | 19      | 25        | 94        | 88         |
| 2020 | 166.400     | 604.700     | 27,5        | 78         | 61         | 17         | 2.133                     | 22      | 20        | 44        | 88         |
| 2022 | 162.276     | 591.021     | 27,5        | 76         | 61         | 15         | 2.135                     | 19      | 16        | 41        | 88         |